# 西階城
西階城（にししなじょう）は、宮崎県延岡市にあった日本の城。別名宝坂城・中の城。

## 歴史
正長2年/永享元年（1429年）に土持全宣が築城して井上城から移り、文安3年（1446年）に松尾城に移るまでの17年間しか在城しなかったという（『延陵旧記』・『延陵世鑑』）。しかし、発掘調査では曲輪Xから13世紀前半の備前焼水甕の口縁部が出土しており、また縄張り調査によって従来考えられていた以上に城域の広大なことが判明したことから、縣土持家の本城としては17年間の居城だが、城館ないし軍事施設としてはその前後の幅広い時期にわたって機能していたと考えられる。次の松尾城築城後も「中の城」と呼ばれ、代々城代を勤めた土持一族が「中城」姓を名乗っている。
そもそも西階城周辺一帯の地域は古代の臼杵郡英多（あがた、後に縣）郷の中心地域と考えられ、城域内または周辺に臼杵郡衙や古代川辺駅の所在地が比定されている。そして、平安末期から鎌倉期以降には島津領寄郡大貫荘の中心地として、さらに14世紀以降は島津氏が地頭職を有する臼杵院の中心が置かれていたことも容易に想定される。縣土持家の本城としての中世西階城だけに限らず、この地域に各時代の拠点となった城館ないし施設の存在したことが容易に推定できるのである。

## 概況
城取りは、北流する五ヶ瀬川と南流する大瀬川の2本に五ヶ瀬川が分流する分岐点の丘陵を選地している。金堂ヶ池周辺の「本城」、天正6年（1578年）の大友合戦直前に縣土持氏の武道指南役となった伊賀系忍びの系統という竜仙寺のある「東の城」、県立高校生徒寮の西に現在はすっかり公園化された「南の城」の3郭で構成され、すぐ東を走る当時の幹線「川辺街道」に睨みを利かせていた。城の北、旧延岡西高校の西にあって現在サンヒルズ野地団地が造成された丘陵も「北の城」であったといわれているが、開発の名の下に完全に破壊されてしまった。これらを総合すると、城域は従来曲輪Ⅰ-Ⅳ程度にしか認識されていなかったが、南北約600メートル、東西約400メートルに拡大・展開することとなった。
城の周辺部はかつては低湿地に囲まれていたようで、「本城」の北側には河跡湖と考えられる沼池があり、「東の城」の北東の団地は膝までぬかるむ迫田であったという。『有馬家中延岡城下屋敷付絵図』でもこの周辺には現存しない河川や河跡湖と考えられる沼池が点在しており、金堂ヶ池もそのような河跡湖の1つであると考えられる。五ヶ瀬川と大瀬川そのものも堀としての防御性を持っている。
「本城」の最高所の標高は61.7メートル、比高約50メートル。曲輪Ⅰ・Ⅲに立つと、西から流れて2キロメートル北の松尾城方面へ流れる五ヶ瀬川が一望のもとにあり、南端の曲輪Dからは大瀬川をはさんで2キロメートル東の井上城を見渡すことができる。
「本城」の縄張り構成は、曲輪Ⅰ-Ⅳが本丸および主体部、曲輪Ⅶが二の丸、曲輪Ⅵが三の丸、曲輪A-Eが土橋で連結された物見曲輪的役割を担ったものと考えられ、発掘調査の成果が望まれる。構造的には、中世山城のあらゆる構成要素の施された曲輪Ⅰ-Ⅴにかけての主体部が防御機能的に最も工夫を凝らされている。主体となる曲輪Ⅰ-Ⅴの構造および曲輪Ⅶ-Ⅷ間の比高12メートルに達する切岸はとくに見事である。曲輪Ⅰには天守台あるいは櫓台とも考えられる土台も残っている。
　本丸とほぼ同じ広さを持つ二の丸の曲輪Ⅶには、中央部に櫓台と考えられる土台があるが、構造がかなり複雑である。その東側の曲輪Ⅷにも櫓台と考えられる土台が残っている。「東の城」は南北の両端に物見曲輪を置き、中央の主体部と土橋で結ばれている。主体部は配水池の建設で変形を受けているが、土塁ないしは櫓台跡と思われる土台が残っており、曲輪Hの西下には井戸跡がある。また、この「本城」のすぐ北側、開削され団地になっている所には「馬場」、現西階中学校地には「御屋敷」があったという。
遺構としては、空堀・竪堀・土塁・堀切・櫓台・犬走り・土橋など中世山城の構成要素がよくそろっており、延岡地域における中世山城の教科書的城跡といえる。
現状は都市公園化が進められて一部に階段や東屋が、また竜泉寺のある東の城には給水タンクが建設されて若干の破壊が見られるものの、おおむね保存状態は良好であり、市民のジョギング・ウォーキングコースとして親しまれている。